# Fizjoterapia stomatognatyczna
Fizjoterapia stomatognatyczna – dziedzina fizjoterapii, zajmująca się diagnozą i terapią zaburzeń funkcjonalnych w obrębie układu stomatognatycznego, obejmującego stawy skroniowo-żuchwowe, mięśnie żucia, struktury czaszkowo-twarzowe oraz odcinek szyjny i piersiowy kręgosłupa.
Fizjoterapia ta opiera się na podejściu morfologicznym i funkcjonalnym w rehabilitacji tkanek i narządów jamy ustnej, kompleksu czaszkowo-twarzowego, mięśni żucia oraz SSŻ.
Układ stomatognatyczny odpowiada za przyjmowanie pokarmów (żucie, połykanie), artykulację mowy, oddychanie oraz ekspresję emocji.

## Zakres
Z perspektywy holistycznej fizjoterapia stomatognatyczna obejmuje także analizę posturalną i korekcję postawy ciała, uwzględniając wpływ zaburzeń pochodzących z okolic czaszkowo-gnykowych. Istotnym elementem jest edukacja pacjenta oraz techniki autoterapii.
Stosuje się również techniki relaksacyjne i uważności (np. z zakresu psychoterapii poznawczo-behawioralnej) jako wsparcie rehabilitacji.

## Wskazania
- Dysfunkcje SSŻ (TMD)
- Ograniczenie ruchomości stawu skroniowo-żuchwowego
- Zaburzenia funkcji nerwów czaszkowych
- Bruksizm
- Bóle głowy pochodzenia stomatognatycznego oraz napięciowe bóle głowy (według klasyfikacji ICHD)[2]
- Szumy uszne i otalgia
- Obrzęki twarzy po zabiegach chirurgii szczękowo-twarzowej
- Wzmożone napięcie mięśni żucia w trakcie leczenia ortodontycznego

## Metody leczenia
Terapia opiera się na technikach terapii manualnej, ukierunkowanej na przywracanie równowagi mięśniowej i mobilizację SSŻ w odpowiednich kierunkach.
Zabiegi często obejmują również:
- mobilizację kręgosłupa szyjnego i piersiowego,
- pracę z kością gnykową i językiem,
- terapię orofacjalną,
- elementy kinezyterapii oraz
- ćwiczenia koordynacji językowo-żuchwowej w celu rozwijania propriocepcji i wzmacniania mięśni.

## Współpraca interdyscyplinarna
Fizjoterapia stomatognatyczna wymaga ścisłej współpracy z dentystami, ortodontami i logopedami.
W terapii często stosuje się zasady ortodoncji posturalnej oraz wytyczne z zakresu CMD – zaburzeń czaszkowo-żuchwowych.